# فينموراسو
ڤينموراسو ((بالتاميلية: வெண்முரசு)‏ Veṇmuracu) هي رواية حديثة باللغة التاميلية للكاتب جياموهان مأخوذة عن الملحمة الهندية الكلاسيكية مهابهاراتاوهي أكثر أعمال جياموهان طموحاً حتى الآن بنطاق وحجم يتناسب مع عظمة ملحمة مهابهاراتا نفسها. بدأ جياموهان كتابة هذا العمل في كانون الثاني (يناير) 2014، وأعلن عن خطط للكتابة يومياً لمدة 10 سنوات. من المتوقع أن تتجاوز هذه الرواية 25,000 صفحة.
يتم كتابة هذه الرواية بشكلٍ متسلسل، كل كتاب منها ذو نمطٍ ونوع مختلف. في شهر أيار(مايو) 2016، صدر من السلسلة تسعة كتب ونشرت على الإنترنت؛ والكتاب العاشر قيد الإخراج. نشرت الروايات الثمانية الأولى بشكل كتب ذات غلاف ورقي.